# 魔鬼辞典
《魔鬼辭典》（The Devil's Dictionary）是安布羅斯·比爾斯創作的一本帶有諷刺意味的辭典。在書中作者使用了幽默諷刺的語言解釋了一些日常用詞。這本辭典的編纂歷時三十多年，在1906年首次以《憤世嫉俗者字典》（The Cynic's Word Book）的名義出版，1911年以現名再版。
雖然書籍出版之後褒貶不一，但仍迅速出名。1970年代，此書被美國革命兩百週年紀念會（American Revolution Bicentennial Administration）評為“最偉大的100部美國文學作品”之一。

## 外部連接
- . at dd.pangyre.org.   [2019-09-14]. （原始内容存档于2016-12-15）.
- . Dict.org.   [2019-09-14]. （原始内容存档于2021-04-16）.
- The Devil's Dictionary - 古腾堡计划
- LibriVox中的公有领域有声书《The Devil's Dictionary》